# Alias Jane Jones
Alias Jane Jones est un film muet américain réalisé par Cleo Madison et sorti en 1916.

## Fiche technique
- Réalisation : Cleo Madison
- Scénario : William V. Mong
- Production : Cleo Madison
- Date de sortie : États-Unis : 8 juin 1916

## Distribution
- Cleo Madison
- William V. Mong
- Ray Hanford
- Margaret Whistler
- Georgia French
- Grace Helen Bailey
- Edward Hearn